# A Northern Soul
| 전문가 평가                   | 전문가 평가 |
| 평가 점수                     | 평가 점수   |
| 출처                          | 점수        |
| ----------------------------- | ----------- |
| AllMusic                      | [ 2 ]       |
| Drowned in Sound              | 10/10       |
| Encyclopedia of Popular Music | [ 4 ]       |
| Gigwise                       | [ 5 ]       |
| The Line of Best Fit          | 9/10        |
| Mojo                          | [ 7 ]       |
| PopMatters                    | [ 8 ]       |
| Record Collector              | [ 9 ]       |
| Rolling Stone Germany         | [ 10 ]      |
| The Rolling Stone Album Guide | [ 11 ]      |

《A Northern Soul》은 1995년 7월 3일, 허트 레코드를 통해 발매된 영국의 록 밴드 버브의 두 번째 스튜디오 음반이다. 데뷔 스튜디오 음반인 《A Storm in Heaven》 (1993년)의 격동적인 프로모션이 오아시스의 친구들과 함께 인기를 끌면서 버브 멤버들 간의 관계는 경색되었다. 오아시스 프로듀서 오언 모리스와 인연을 맺은 버브는 다음 음반의 자료를 쓰기 위해 위건의 리허설 공간으로 가서 웨일스의 로코 스튜디오에서 녹음했다. 이 세션은 리처드 애시크로프트가 5일 동안 실종되고 스튜디오 잔디밭에서 차를 들이받은 것으로 추정되는 등 당시부터 등장한 이야기로 악명을 떨쳤다. 처음 3주 동안은 15개의 트랙을 완성했고, 이 시점 이후 기타리스트 닉 맥케이브는 보컬리스트 애시크로프트와 모리스가 비명을 지르고 물건을 파괴하는 것 외에도 다른 멤버들과 자주 파티를 열고 황홀경에 빠져들면서 상황이 악화되었다. 결국 맥케이브는 오전 10시부터 11시까지 다른 작업 일정을 소화했고, 나머지 밴드는 오후 6시부터 시작했다.
얼터너티브 록, 브릿팝, 사이키델릭 록, 사이키델릭 소울 등으로 다양하게 묘사되는 애시크로프트는 《A Northern Soul》이 다양한 감정을 경험하는 한 사람을 중심으로 돌아갔다고 말했다. 그는 6년간의 연애가 끝난 후 몇 주에 걸쳐 공동 매니저인 존 베스트의 집에서 포르타스튜디오를 통해 이를 위한 자료를 썼다. 버브는 1995년 4월, 오아시스를 지원하는 영국 공연으로 프로모션을 시작했고, 이틀 후 프랑스에서 공연을 시작했다. 맥케이브가 바운서와의 언쟁으로 부상을 입은 후 한 달 분량의 공연이 취소되었다. 1995년 5월, 음반의 리드 싱글로 〈This Is Music〉이 발매되었고, 한 달 후 두 번째 싱글인 〈On Your Own〉이 발매되었다. 버브는 1995년 6월, 영국 투어에 나섰고, 글래스톤베리와 피닉스 페스티벌에 출연했다. 1995년 8월까지 미국 투어를 떠났고, 1995년 8월, 영국으로 돌아와 티 인 더 파크에서 공연했다. 마지막에 애시크로프트는 밴드 탈퇴를 발표했고, 언론은 이를 마치 결별하는 것처럼 보도했다. 〈History〉는 1995년 9월에 발매된 음반의 세 번째이자 마지막 싱글이다.

## 배경
버브는 1993년 6월, 허트 레코드를 통해 데뷔 스튜디오 음반인 《A Storm in Heaven》을 발매했다. 영국 음반 차트에서 27위를 차지한, 이 음반은 영국의 밴드 블러와 스웨이드의 등장에 맞서 그런지가 지배하는 음악계에 진입했다. 얼마 지나지 않아 프론트맨 리처드 애시크로프트는 가능한 한 빨리 후속 음반을 녹음하고 싶다고 말했다. 1993년, 밴드는 영국 투어, 스매싱 펌킨스와 함께한 유럽 투어, 아세톤과 함께한 미국 투어, 아세톤과 함께한 영국 투어로 음반을 홍보했고, 이후 떠오르는 오아시스와 함께한 영국 투어로 마무리했다. 문제아로서의 버브의 악명은 오아시스와 연결되면서 더욱 악화되었다. 1994년, 버브는 유럽 투어를 떠나 롤라팔루자의 일원으로 미국 전역을 트레킹하고 레딩 페스티벌을 비롯한 일련의 유럽 페스티벌을 연주했다. 롤라팔루자를 앞두고 컴필레이션 음반 《No Come Down》 (1994년)이 임시 발매로 발표되었다. 버브의 미국 레이블인 버논 야드 레코딩스의 키스 우드는 처음에는 이 시기에 두 번째 음반을 녹음할 계획이었지만 대신 롤라팔루자를 하기로 결정했다고 말했다.

## 상업적 성과
《A Northern Soul》은 영국 음반 차트에서 13위로 정점을 찍었으며, 발매 첫 달에 발매 2년 만에 《A Storm in Heaven》보다 더 많이 판매되었다. 그럼에도 불구하고 밴드의 기대에 미치지 못했다. 2016년 재발매로 80위로 차트에 다시 진입했다. 이 음반은 1997년과 1998년에 영국 축음기 협회로부터 각각 실버와 골드 인증을 받았다. 〈This Is Music〉은 영국에서 35위로 정점을 찍었다. 〈On Your Own〉은 영국에서 28위로 정점을 찍었다. 〈History〉는 영국에서 24위로 정점을 찍었다.

## 곡 목록
모든 곡들은 버브에 의해 작사/작곡하였다.
| #   | 제목                     | 재생 시간 |
| --- | ------------------------ | --------- |
| 1.  | 〈A New Decade〉         | 3:59      |
| 2.  | 〈This Is Music〉        | 3:35      |
| 3.  | 〈On Your Own〉          | 3:34      |
| 4.  | 〈So It Goes〉           | 6:11      |
| 5.  | 〈A Northern Soul〉      | 6:32      |
| 6.  | 〈Brainstorm Interlude〉 | 5:11      |
| 7.  | 〈Drive You Home〉       | 6:41      |
| 8.  | 〈History〉              | 5:26      |
| 9.  | 〈No Knock on My Door〉  | 5:11      |
| 10. | 〈Life's an Ocean〉      | 5:44      |
| 11. | 〈Stormy Clouds〉        | 5:34      |
| 12. | 〈(Reprise)〉            | 6:11      |

## 인증
| 국가                       | 인증 | 판매량/출하량 |
| -------------------------- | ---- | ------------- |
| 영국 (BPI)                 | 골드 | 100,000^      |
| ^출하량을 기반으로 한 인증 |      |               |